# St. Vitus (Zellhof)

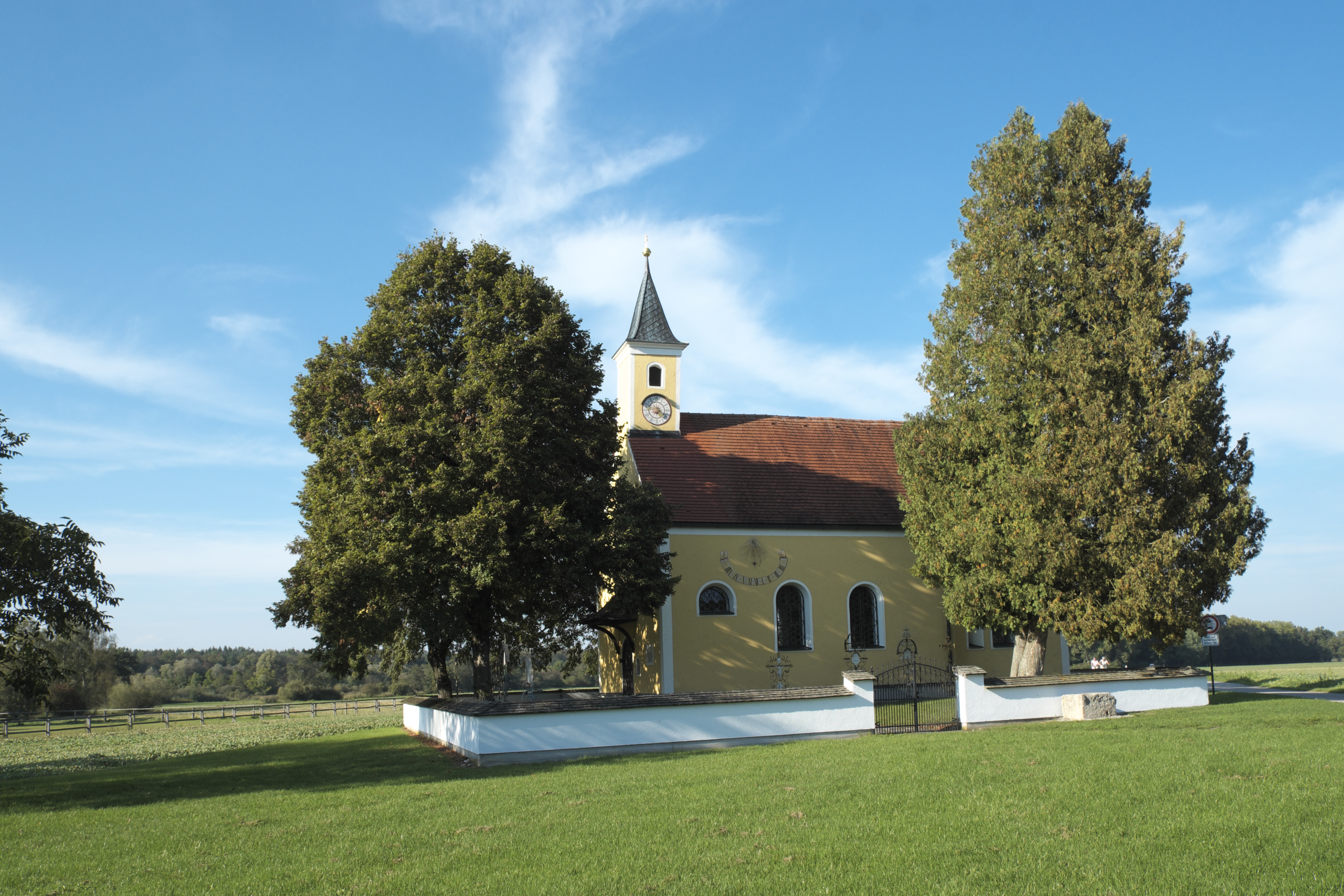
Kapelle St. Vitus in Zellhof

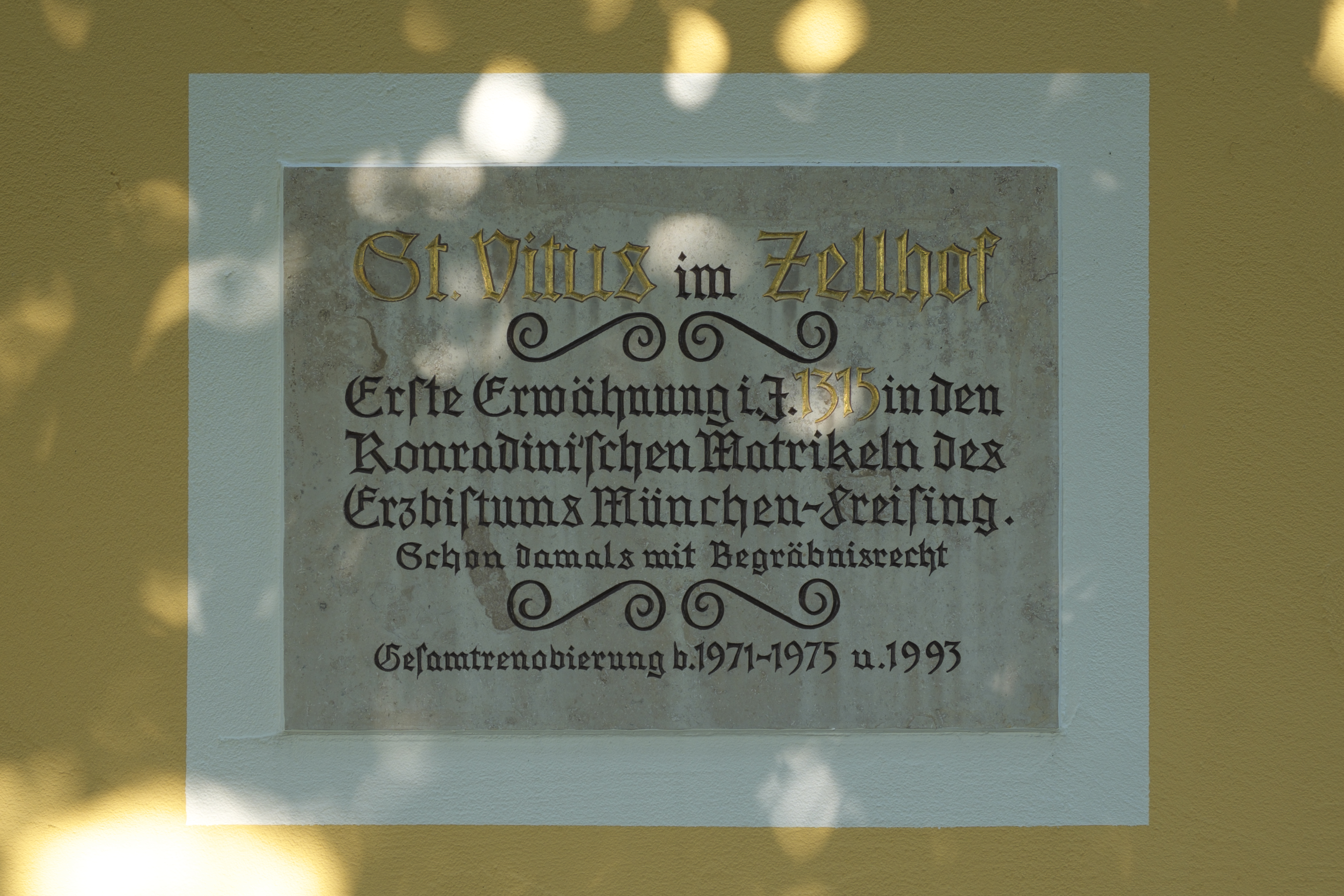
Erklärungstafel

Die katholische Kapelle St. Vitus in Zellhof, einem Gemeindeteil von Schöngeising im oberbayerischen Landkreis Fürstenfeldbruck, wurde im 12./13. Jahrhundert errichtet und im 17./18. Jahrhundert erweitert und barockisiert. Die dem heiligen Vitus geweihte Kapelle ist ein geschütztes Baudenkmal.
Die Kapelle St. Vitus steht nördlich des Gutshofes inmitten eines aufgelassenen Friedhofs, auf dem sich einheitlich nur schmiedeeiserne Grabkreuze aus dem 18. bis 20. Jahrhundert befinden.
Der romanische Saalbau besitzt einen eingezogenen gerade schließendem Chor und einen Dachreiter. Im Chor sind kleine romanische Rundbogenfenster erkennbar, die wieder freigesetzt wurden. 
Der Altar besitzt in der Mitte eine Figur des heiligen Vitus aus der Zeit um 1670. Das spätgotische Kruzifix wird um 1525/30 datiert. Die flache Kassettendecke, die 1972 hierher transferiert wurde, entstand um 1600.
Bei der letzten Renovierung 1971/72 wurden hier römische Scherben und Ziegelstücke gefunden.